# Vera Russwurm

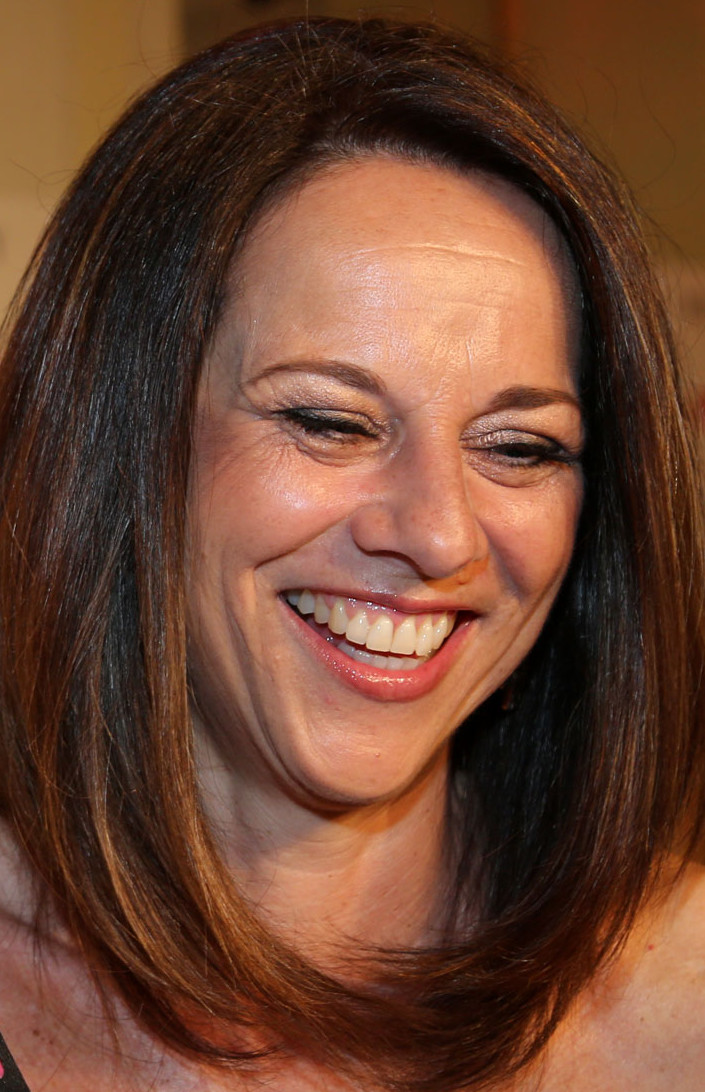
Vera Russwurm bei der Romyverleihung 2015

Vera Russwurm (* 7. November 1959 in Wien) ist eine österreichische Fernsehmoderatorin, Journalistin und Talkmasterin.

## Leben
Russwurm maturierte 1977 im Döblinger Billrothgymnasium und 1978 zusätzlich an der Memorial High School in Texas. Nach dem Amerikaaufenthalt begann sie ein Medizinstudium.
1979 stieg sie beim ORF als Tritsch-Tratsch-Girl ein, arbeitete von 1979 bis 1982 als Moderatorin bei Ö3 und wurde als Moderatorin der wöchentlichen ORF-Jugendsendung Okay zur „Traumfrau der Jugend“ gewählt. Sie arbeitete ab 1984 bei der Kronen Zeitung als Journalistin und später als Ressortleiterin der Jugendseite „Insider“. Die Hauptabendsendungen Hallo Fernsehen, Was wäre wenn und Familienfest brachten ihr den „Frauen-Oscar“ und dreimal (1990, 1991, 1992) den Kurier-Publikumsfernsehpreis Romy als beliebteste Showmasterin ein. 1988 promovierte Russwurm zum Dr. med. und veröffentlichte im Jahr darauf das Buch „Du schaffst es“. Sie spielte auch bei der Fernsehserie Tohuwabohu mit.
1999 erhielt sie den Preis New York TV Award in der Kategorie „Beste Talkshow“.
Dem deutschen Fernsehpublikum bekannt wurde Vera Russwurm durch Joachim Fuchsbergers Spielshow Ja oder Nein (1990–1994), in der sie neben Alice Schwarzer, Sepp Maier und Thomas Hegemann dem Rateteam angehörte. Ab 1993 präsentierte die mittlerweile dreifache Mutter die Streitshow Duell. Zu ihren beliebtesten Sendungen zählten bzw. zählen die Talkshow Vera (März 1995 bis Dezember 2005), Schicksalstag (2002–2005, jeweils nur im Sommer) sowie das Gesundheitsmagazin Primavera, das erstmals am 12. Jänner 2006 ausgestrahlt und im März 2007 abgesetzt wurde.
2006 machte die ÖVP der Fernsehmoderatorin das Angebot, in die Politik zu wechseln. Sie sollte als Überraschungskandidatin antreten und im Falle eines Wahlsiegs als Nachfolgerin von Maria Rauch-Kallat österreichische Gesundheitsministerin werden. Russwurm lehnte diesen Vorschlag jedoch ab.
Ab 15. April 2007 präsentierte sie wöchentlich sonntags im Vorabendprogramm auf ORF 1, ab Dezember 2007 auf ORF 2 sowie in Sonder- bzw. Sommerausgaben im ORF-2-Hauptabendprogramm ihr Magazin Vera exklusiv bis Ende 2012. Ab September 2016 moderierte sie die ORF-Sendung Vera. Das kommt in den besten Familien vor. Dieses Format löste die bisherige Sendung Vera bei... ab. Seit September 2019 lief die Sendung wieder unter dem Titel Vera. Ende November 2023 zeichnete sie mit Vera: Live is Life – 30 Jahre Talkshow die letzte Ausgabe dieser Sendung auf.
Für ihre Nebentätigkeit als Moderatorin für verschiedene Veranstaltungen der ÖVP wurde Vera Russwurm von österreichischen Medien mehrfach kritisiert.

## Persönliches
Russwurm ist seit 1984 mit dem Fernsehproduzenten Peter Hofbauer verheiratet und hat drei Töchter.

## Publikationen (Auswahl)
- 1989: Du schaffst es! Ein sehr persönlicher Erfolgswegweiser. Ueberreuter-Verlag, Wien 1989, ISBN 978-3-8000-3331-7
- 2016: Der Ameisenhaufen. Roman, Amalthea Signum-Verlag, Wien 2016, ISBN 978-3-99050-053-8